# Rivière Trenche Est
Pour les articles homonymes, voir Trenche.
La rivière Trenche Est est un affluent de la rive nord de la rivière Trenche, coulant généralement vers le sud, dans la Réserve écologique J.-Clovis-Laflamme, dans le territoire non organisé de Lac-Ashuapmushuan, dans la municipalité régionale de comté (MRC) Le Domaine-du-Roy, dans la région administrative de Saguenay-Lac-Saint-Jean, au Québec, au Canada. La rivière Trenche Est fait partie du bassin versant de la rivière Saint-Maurice.
L’activité économique du bassin versant de la Rivière Trenche Est est la foresterie. Le cours de la rivière coule entièrement en zones forestières. La surface de la rivière est généralement gelée de la mi-décembre à la fin mars.

## Géographie
La rivière Trenche Est prend sa source à l’embouchure du lac Élie (longueur : 0,5 km ; altitude : 503 m) dans le territoire non organisé du Lac-Ashuapmushuan.
À partir de l’embouchure du lac Élie, la rivière Trenche Est coule sur 25,5 km, selon les segments suivants :
- 1,9 km vers le sud-ouest en traversant le lac de la Branche Ouest (altitude : 502 m) sur 0,3 km) et le lac Small (altitude : 499 m) sur 1,6 km), jusqu’à son embouchure ;
- 1,7 km vers le sud-est, jusqu’à la décharge du lac William (venant de l’est) ;
- 3,8 km vers le sud-ouest, jusqu’au ruisseau Harry (venant du nord-ouest) ;
- 3,0 km vers le sud-est, en traversant le lac à la Raquette (longueur : 1,4 km ; altitude : 445 m) sur sa pleine longueur, jusqu’à son embouchure ;
- 4,8 km vers le sud-est en traversant le lac Sauvage sur 0,4 km, jusqu’à son embouchure ;
- 1,9 km vers le sud-ouest en traversant le lac Otter sur 1,0 km en fin de segment, jusqu’à son embouchure ;
- 4,3 km vers le sud-ouest, jusqu’à la confluence de la Petite rivière Trenche Ouest ;
- 4,1 km vers le sud, jusqu’à la confluence de la rivière[2].

La rivière Trenche Est se déverse dans un coude de rivière sur la rive nord de la rivière Trenche. Cette confluence est située à :
- 45,3 km au nord du réservoir Blanc ;
- 96,3 km au nord du centre-ville de La Tuque.

## Toponymie
Le toponyme rivière Trenche Est a été officialisé le 5 décembre 1968 à la Commission de toponymie du Québec.